# District d'Alay
Pour les articles homonymes, voir Alay.
Le district d'Alay (en kirghize : Алай району) est un raion de la province d'Och dans l'extrême sud du Kirghizistan. Son chef-lieu est le village de Gul'cha. Sa superficie est de 6 821 km2 et 72 170 personnes y résidaient en 2009.

## Démographie
En 2009, 70 743 habitants y vivent en milieu rural et 1 427 dans des centres urbains.

### Composition ethnique
Selon le recensement de 2009, la population du district est exclusivement Kirghize :
| Groupe ethnique | Population | Proportion (%) |
| --------------- | ---------- | -------------- |
| Kirghizes       | 71 901     | 99,6           |
| Autres groupes  | 269        | 0,4            |

## Communautés rurales et villages

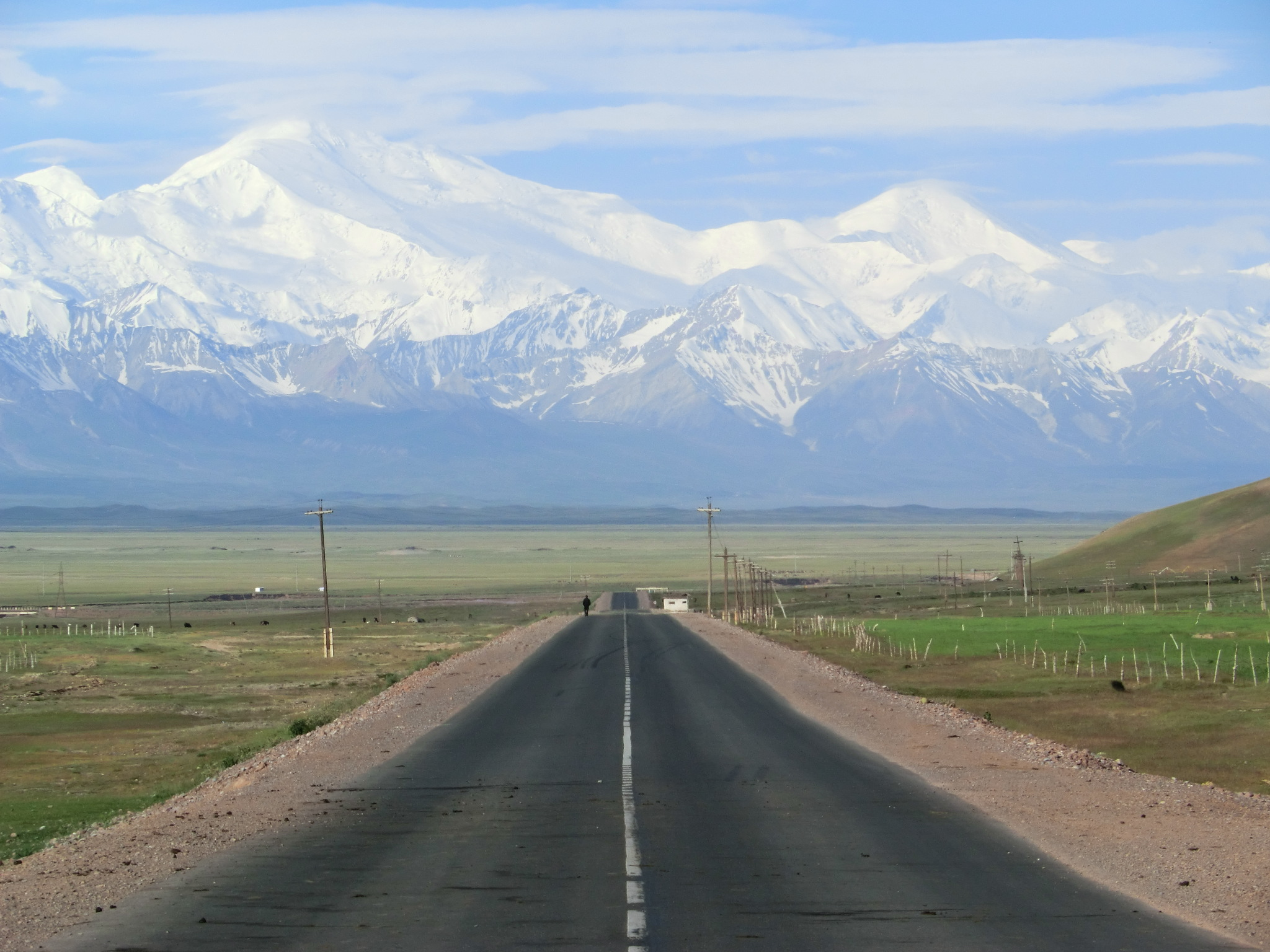
Le Pamir et le pic Lénine vu de Sary-Tash.

Le district d'Alay est constitué de quatorze communautés rurales (aiyl okmotu), constituées de un ou plusieurs villages,, :
- Sary-Tash (villages Sary-Tash, Kek-Suu et Nura) ;
- Alay (villages Sopu-Korgon, Askaly, Jergetal, Kolduk, Targalak, Terek et Chiy-Talaa) ;
- Budalyk (villages Kara-Suu, Kaynama, Tamga-Terek, Kum-Shoro, Oktyabr et Oro-Debe) ;
- Bulolu (villages Koshulush, Kichi-Bülölü, Köl-Chaty et Chong-Bülölü) ;
- Gulcho (villages Gulcha, Kara-Bulak, Jyly-Suu, Tash-Koroo, Chakmak et Kurmanjan Datka) ;
- Josholu (villages Jangy-Turmush, Ayuu-Tapan, Kommunizm, Lenin-Jol, Miyazdy, Orto-Suu, and Osoaviakhim) ;
- Konur-Dobo (villages Boz-Karagan, Jar-Kyshtak, Kara-Shoro, Arpa-Tektir, and Kyzyl-Oy) ;
- Kabylan-Kol (villages Kabylan-Kol, Kungey, Kara-Jygach, and Kurulush) ;
- Korul (villages Toguz-Bulak, Keng-Jylga, and Pervoye Maya) ;
- Lenin (villages Imeni Gagrina, Kun-Elek, Murdash et Sogondu) ;
- Sary-Mogol ;
- Taldy-Suu (villages Archa Bulak, Taldy-Suu, Kek-Bulak, and Kurgak) ;
- Uch-Dobo (villages Kichi-Karakol, Ak-Bosogo, Ak-Jay, Gejige, Kyzyl Alay et Chong-Karakol) ;
- Jangy-Alay (villages Jangy Alay et Jangy Aryk).